# Hans-Jürgen Breidenstein
Hans-Jürgen Breidenstein (* 5. März 1940 in Frankfurt am Main) ist ein deutscher Verlagskaufmann und Verleger. Er war Vorstandsmitglied im Börsenverein des Deutschen Buchhandels.

## Leben und Wirken
Nach seiner Ausbildung zum Verlagskaufmann nahm Breidenstein ein Studium der Germanistik sowie der Betriebs- und Volkswirtschaft auf. 1967 trat er in das Familienunternehmen, den Verlag Breidenstein, ein. 1970 wurde er geschäftsführender Gesellschafter der Unternehmensgruppe Brönner-Umschau, zu der der Breidenstein-Verlag gehörte und die selbst im Familienbesitz war. Später firmierte die in Frankfurt am Main ansässige Gruppe unter der Bezeichnung „Umschau-Verlag Breidenstein“ und noch später unter „Mediengruppe Breidenstein“.
Von 1974 bis 1977 war Breidenstein Vorstandsmitglied im Börsenverein des Deutschen Buchhandels. Das Mitglied der „Fachgruppe Herstellender Buchhandel“ war von 1977 bis 1989 Vorsitzender des Ausschusses „Neue Medien“ innerhalb des Börsenvereins. Er gehörte von 1979 bis 1992 noch einmal dem Börsenverein-Vorstand an. Außerdem war er Vorstandsmitglied der Fachgruppe „Fachzeitschriften im Bundesverband Deutscher Zeitungsverleger“. 1992 wurde er Vorstandsmitglied der AV-Verlage e. V. Frankfurt am Main.
2003 leitete Breidenstein, seinerzeit auch Vizepräsident der Industrie- und Handelskammer Frankfurt am Main, für die Mediengruppe Breidenstein ein Insolvenzverfahren ein, woraufhin er sich Kritik an seiner Unternehmensführung ausgesetzt sah. Danach zog er zu seiner Lebensgefährtin nach Vellmar, die in der Innenstadt eine Buchhandlung betreibt. Zusammen bilden sie – insbesondere mit dem, oft kapazitätsmäßig nicht ausreichenden, Veranstaltungsort Buchhandlung – die Basis eines Literaturvereins mit einem vielfältigen jährlichen Veranstaltungsangebot.